# Západočeský seniorát
Západočeský seniorát je seniorát Českobratrské církve evangelické, zahrnuje evangelické sbory v západních Čechách.
V jeho čele stojí senior Martin T. Zikmund, farář v Karlových Varech, a seniorátní kurátor David Braha a jejich náměstci Pavel Knorek a Jaroslav Novák.
Rozloha seniorátu je 10 306 km², zahrnuje 22 sborů, které mají dohromady 4294 členů (k 1. 12. 2022).